# Villahermosa (Chiapas)
Villahermosa es una localidad del estado mexicano de Chiapas. Es parte del municipio de Ocozocoautla de Espinosa.

## Demografía
| Gráfica de evolución demográfica |
|                                  |

| Censo | Población |
| ----- | --------- |
| 1940  | 139       |
| 1950  | 123       |
| 1960  | —         |
| 1970  | 379       |
| 1980  | 450       |
| 1990  | 547       |
| 2000  | 635       |
| 2010  | 910       |
| 2020  | 1 169     |